# کورنیلوفسکایا (استان آرخانگلسک)
کورنیلوفسکایا (به لاتین: Kornilovskaya) یک منطقهٔ مسکونی در روسیه است که در استان آرخانگلسک واقع شده‌است.